# Lucio Mumio
Lucio Mumio, Lucius Mummius Achaicus az i. e. 2. Században élt római államférfi és hadvezér, aki i. e. 146-ban Gnaeus Cornelius Lentulus mellett konzulként szolgálta Rómát. Neve az akháj szövetség felett aratott győzelme és Korinthosz görög város lerombolása és kifosztása elismeréseként egészült ki az „Achaicus” melléknévvel, melynek jelentése „Achaia meghódítója”. 

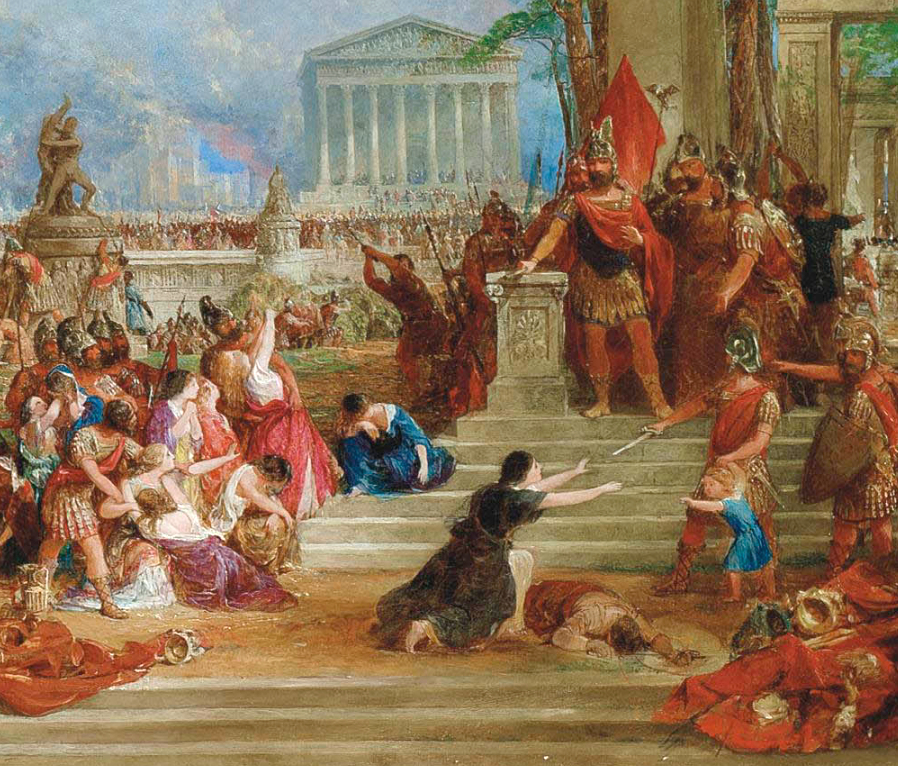
Thomas Allom:Mummius kifosztja Korinthoszt

## Származása
Mummius a Mummia plebejus nemzetség tagjaként látta meg a napvilágot. Születésének pontos dátuma nem ismert, feltételezhetően i. e. 200 és i. e. 190 közé tehető. Apját szintén Lucius Mummiusnak hívták és i. e. 187-ben néptribunusként, i. e. 177-ben praetorként a Scipió nemzetség politikai ellenfelének számított. Mummius Aichaicus testvérbátyja, Spurius Mummius legatusként szolgált annak seregében a görögországi hadjárat alatt és a család politikai ellenfelének számító Scipio Aemilianus köréhez tartozott. A konzul Mummius dédunokája, Mummia Achaica pedig a későbbi Galba császár (szül. i. e. 3.) anyjaként lett ismert.

## Életrajza
Mummius Achaicus születése körüli időben fejeződött be a II. pun háború és a II. makedón háború. A punok és a makedónok vereségével a mai Görögország területén és az Ibériai-félszigeten függetlenségi mozgalmak indultak. Róma hatalmának megszilárdítása mind az Adriai- mind a Ligur-tengeren a római kereskedelem érdekében állt.
Az ifjú Mummius Lucius i. e. 153-ban nyerte el az egyik praetori tisztséget és a szenátus őt bízta meg, hogy helyreállítsa a rendet Hispania Ulterior tartományban. A lázadó luzitánok Kaisaros vezetésével csatát vállaltak Mummius serege ellen és kezdetben vereséget is szenvedtek. De az üldöző rómaiak rendezetlenségük miatt a luzitánok ellentámadása során kilencezer embert veszítve mindent hátrahagyva menekülni kényszerültek. Mummius azonban újraszervezte a hadseregét és Okilé városánál, melyet a luzitánok ostromoltak, 9000 gyalogosból és 500 lovasból álló hadával legyőzte a túlerőben lévő ellenséget és 15000 lázadót megölve felszabadított a várost. A luzitánok közül még hírvívőt sem hagyott életben, s a mozdítható zsákmány egészét szétosztotta a katonái között, ami ebből még megmaradt, azt elégettette. Rómába visszatérve diadalmenetet tartott.
Karthagó i. e. 149-ben történt lerombolása és a III. pun háború után a Földközi-tenger nyugati részén Róma rivális nélküli birodalom lett. A II. makedón-háborúban a Rómát segítő akháj szövetség az évszázad közepén viszont már akadályozta a rómaiak terjeszkedését. Mummiust i. e. 146-ban konzullá választották, s ezáltal homo novus lett, azaz olyan plebejus, aki szolgálata jutalmaként a szenátus tagjává, patríciussá vált nemzetségéből elsőként.
A már Spártát is magában foglaló, 60 poliszból álló akháj szövetség leverésével Mummiust bízta meg a szenátus, aki az Iszthmoszon döntő győzelmet aratott a Diaiosz vezette akháj seregen. Majd elfoglalta Korinthoszt, Hellasz egyik leggazdagabb városát, melynek kifosztása után leromboltatta csapataival a települést. A lakosságot pedig rabszolgának adta el. A hadjárat következményeként a görögök függetlensége megszünt. Mummius i. e. 145-ben prokonzulként a megalapított Akhaia tartomány vezetője lett. Ebbéli minőségében igazságosságáról és feddhetetlenségről tett tanúbizonyságot, s különösen tartózkodott attól, hogy megsértse a lakosság vallási érzékenységét. Rómába való visszatértekor diadalmenetet tartott.
Scipio Aemilianusszal együtt i. e. 142-ben censorrá választották, ám annak túlzott szigora miatt gyakran összeütközésbe került vele. Emiatt le is mondott erről a tisztségéről.

## Kulturális öröksége
Mummius a jelek szerint Herkules tisztelője volt, görög földön tett utazása során Herkules több kultikus helyszínét meglátogatta. A római hét domb egyikén, a Caeliuson 1786-ban találtak egy feliratot, amely Korinthosz pusztítójához írt gyászbeszéd volt. A korinthoszi csata során tett esküjéhez híven prokonzulként templomot emeltetett Herkulesnek. Bár a műalkotások iránt közömbösséget mutatott, de ez nem akadályozta meg abban, hogy rengeteg műalkotást és gazdag bútorokat küldjön haza Rómába. Görög mintára javított akusztikai feltételekkel és ülőhelyekkel rendelkező színházat emelt az általa alapított színházi vetélkedőkre.